# 2014 في سوريا
فيما يلي قوائم الأحداث التي وقعت خلال عام 2014 في سوريا.

## أحداث
- 5 يونيو – هجوم شمال العراق
- 1 يناير – الانتخابات الرئاسية السورية 2014

## ظهور
- 1 يناير – دابق مجلة تصدر شهريا وتعتبر المجلة الرسمية لتنظيم الدولة الإسلامية.

## وفيات

### مايو
- 28 مايو – عدنان درويش (مواليد 1929) كاتب ومحقق سوري.

### نوفمبر
- 23 نوفمبر – محمود شاكر (مواليد 1932)